# Triclistus kamijoi
Triclistus kamijoi är en stekelart som beskrevs av Setsuya Momoi och Kusigemati 1970. Triclistus kamijoi ingår i släktet Triclistus och familjen brokparasitsteklar. Inga underarter finns listade i Catalogue of Life.